# Залесе (Серпецький повіт)
Залесе (пол. Zalesie) — село в Польщі, у гміні Завідз Серпецького повіту Мазовецького воєводства.
Населення — 110 осіб (2011).
У 1975—1998 роках село належало до Плоцького воєводства.

## Демографія
Демографічна структура станом на 31 березня 2011 року:
|          | Загалом | Допрацездатний вік | Працездатний вік | Постпрацездатний вік |
| -------- | ------- | ------------------ | ---------------- | -------------------- |
| Чоловіки | 59      | 18                 | 37               | 4                    |
| Жінки    | 51      | 9                  | 26               | 16                   |
| Разом    | 110     | 27                 | 63               | 20                   |